# Fallo
Fallo är en ort och kommun i provinsen Chieti i regionen Abruzzo i Italien. Kommunen hade 137 invånare (2018).